# 渕上智信
渕上 智信（ふちがみ とものぶ、1962年 - ）は、日本の実業家、社会起業家。株式会社ガイアシステムの代表取締役会長、特定非営利活動法人ユナイテッド・アースの理事長、一般社団法人伊勢庭燎奉仕の会理事、一般社団法人野遊びリーグ理事、NPO法人熱気球運営機構　顧問。

## 人物
18歳の頃、「一人ひとりが幸せを実感できる社会を創りたい」という強い使命感を感じ、当初は若者を集めて勉強会やイベントを開催するところからスタートし、やがて起業を決意。
代表を務める 株式会社ガイアシステムでは、社会の公器としての役割を高め、「人類」「社会」そして「地球」に貢献することをミッションとする。
地球規模の社会課題が山積する中で、「強い意志をもって立ち上がった市民がつながりあい、良心のネットワークを構築し、持続可能な地球の将来社会に向けて、共に実践することが重要」であると考え、事業と社会貢献活動において多数のプロジェクトを推進している。

## 経歴
1987年（昭和62年）広告代理業やIT関連事業を手がける株式会社シャンバラを起業。1990年（平成元年）、株式会社ガイアシステムを設立。
2001年（平成13年）より、自身の所属する経営者が集う会で勉強会を立ち上げ座長を務める。2010年(平成22年)12月まで10年間に渡り毎月開催。約500〜700名の参加者が学ぶ会に成長。
2002年（平成14年）9月、中国涼山里親支援プロジェクトとして、中国四川省涼山地域に住む子どもたちへの自立支援活動を開始。
2006年（平成18年）10月、社会活動家活動の推進のため、NPO法人神戸国際ハーモニーアイズ協会（現：NPO法人ユナイテッド・アース）を設立。同NPO法人理事長に就任。同年11月には国連本部「コモ・ヒューマニティ会議」に出席。
2007年（平成19年）国際コミュニケーション協会と国連NGOニューヨークメトロポリタンマーティンルーサーキングジュニア財団が世界平和に対して推進活動を行う個人や組織に授与するワールドハーモニー賞を受賞。
2009年（平成21年）4月チャリティ専門音楽レーベル「ハーモニーアイズレコード」を設立。チャリティ・アルバム『Catch the Peace！-絆-』が、8月6日にリリースされた。同年11月、上記チャリティーCDの売上げを元に、ケニアで支援活動を展開。
2009年（平成21年）カンボジアにて支援活動を開始。Prey Veng州における井戸建設活動（2021年7月までに合計200基を建設し、延べ4000人の住民が安全な水を利用可能に）
2011年(平成23年)3月11日に発生した、東日本大震災に対して、宮城県南三陸町・登米市に拠点を置き、復興支援活動を展開。。全国各地から集まった延べ3万5000人のボランティアと共に、緊急物資支援のほか、被災者への心のケア、産業・雇用の創出における取組を実施。
2013年、2014年には次世代の社会起業家育成への取り組みとして、ソーシャルアントレプレナー実践学 「世界に希望をふやす授業」を天理大学にて開講。
また、2013年11月より同志社大学にて関西の学校に通う学生を対象としたソーシャルアントレプレナー実践学 ＜学生コース＞、＜社会人コース＞を開講。
2014年8月　国際教育学会理事に就任（〜2020年3月）。
2017年より、有事の際にリーダーシップを持って組織的実践ができる人材を育成する研修「災害復興メンバープログラム」をスタート。
2017年（平成29年）7月-九州北部豪雨災害支援活動として、福岡県朝倉市に拠点を置き、災害復興支援活動を実施。
2018年（平成30年）7月-西日本豪雨災害支援活動として愛媛県宇和島市に拠点を置き、災害復興支援活動を実施。
2018年11月　一般社団法人 野遊びリーグ理事に就任。
2019年12月　日本ソーシャル・イノベーション学会理事に就任。2023年6月同理事退任。
2019年（令和元年）10月-台風19号支援活動として、栃木県鹿沼市に拠点を置き、災害復興支援活動を実施。
2020年　新型コロナ流行を機に「生活を送るうえで困難な状況にあるご家庭」への支援活動として「ひとり親家庭支援プロジェクト」を開始。
2024年 (令和6年)　能登半島地震支援活動として、石川県七尾市に拠点を置き、災害復興支援活動を実施。